# Idaea scabraria
Idaea scabraria là một loài bướm đêm trong họ Geometridae.